# فرد شتاينر
فرد شتاينر (بالإنجليزية: Fred Steiner)‏ هو ملحن أمريكي، ولد في 24 فبراير 1923 في نيويورك في الولايات المتحدة، وتوفي في 23 يونيو 2011 في Ajijic ‏ في المكسيك.

## وصلات خارجية
- فرد شتاينر على موقع IMDb (الإنجليزية)
- فرد شتاينر على موقع ألو سيني (الفرنسية)
- فرد شتاينر على موقع ميوزك برينز (الإنجليزية)
- فرد شتاينر على موقع أول موفي (الإنجليزية)
- فرد شتاينر على موقع قاعدة بيانات الأفلام السويدية (السويدية)
- فرد شتاينر على موقع ديسكوغز (الإنجليزية)
- فرد شتاينر على موقع قاعدة بيانات الفيلم (الإنجليزية)
- فرد شتاينر على موقع كينوبويسك (الروسية)